# 윤철호
윤철호(尹哲昊, 1955년 4월 1일~)는 대한민국의 신학자이며 목회자이다.
장로회신학대학교에서 30년동안 조직신학 교수를 역임하였고 2020년 6월에 은퇴후 명예교수로 있다. 미국 프린스턴 신학교에서 Th.M. 학위를, 노스웨스턴 대학교의 제임스 E. 윌(James E. Will) 교수로부터 Ph.D. 학위를 받았다. 한국조직신학회 회장을 역임하였고, 현재 미래신학연구소 대표이다. 그리스도론, 삼위일체론, 인간론
삼위일체론, 그리스도론, 해석학, 공적신학, 철학적 신학, 신학과 설교, 신학과 과학의 대화에 관한 10여 권의 저서를 저술하였으며, 국내전문학술지에 100여 편의 논문과 국제전문학술지에 다수의 논문을 발표하였다.

## 생애
윤철호(尹哲昊)는 1955년 4월 1일 서울의 약수동(지금의 중구 신당동)에서 아버지 윤귀득(尹貴得) 장로와 어머니 정보비(鄭寶妣) 권사 슬하의 열 형제 중 막내로, 파평 윤씨(坡平尹氏) 대언공파(代言公派) 33대손으로 태어났다. 아내 강현숙(정신과 의사, 국제정신분석가)과의 사이에 아들 윤현철과 윤현호를 두었다. 부모는 황해도 황주가 고향이며,1.4 후퇴 때 남한으로 피난 내려온 독실한 기독교인이었다. 형님들 중 여덟 명은 이북에서 태어났고, 그중 두 분은 다 성장해서 질병과 사고로 세상을 떠났다. 공산당원들이 조선민주당 당원이었던 아버지를 핍박하여 첫째와 둘째를 뺀 나머지 가족이 함께 월남하여 이산가족으로 남한에 정착하게 된다. 한국 현대사의 비극과 연결되어있는 가족사는 후에 그의 통일신학에 많은 영향을 준다. 그는 독실한 신앙의 가문에서 성장했으나 아버지의 연이은 사업 실패와 어머니의 오랜 투병과 이른 소천으로 정서적, 경제적으로 혹독한 사춘기 시절을 겪게 된다. 그러나 그가 신앙을 잃지 않고, 목사가 된 이유는 41세에 막내아들인 그를 낳고 지극히 사랑하다가, 그의 고등학교 졸업하던 해 61세의 나이로 소천하신 어머니가 “예수 잘 믿다 오너라.”라는 유언을 남겼기 때문이었다. 이 유언을 마음에 품고 있던 그는 그 후 군 생활을 하게 되는데 갑작스러운 허리 부상으로 서울수도통합병원과 대전통합병원의 병상에서 11개월 넘게 보내게 되었다. 이때 그는 하나님께서 이스라엘 백성을 40년 동안 광야에서 연단하신 것처럼, ‘나를 이 길로 몰아 넣으셨구나’고 생각했다고 회고한다. 이 기간 동안 그는 원망이나 불평이 아니라 기도를 많이 했다고 한다. 경제적 어려움, 어머니의 이른 죽음, 육체적 질병등의 이 모든 고난은 하나님의 연단 과정이며 이 과정은 그에게 하나님을 만나는 은혜의 시간이 되었다. 그리고 이런 연단 과정을 거쳐 그는 마침내 목사가 되기 위해 신학교에 가겠다는 결심을 하게 되었다.

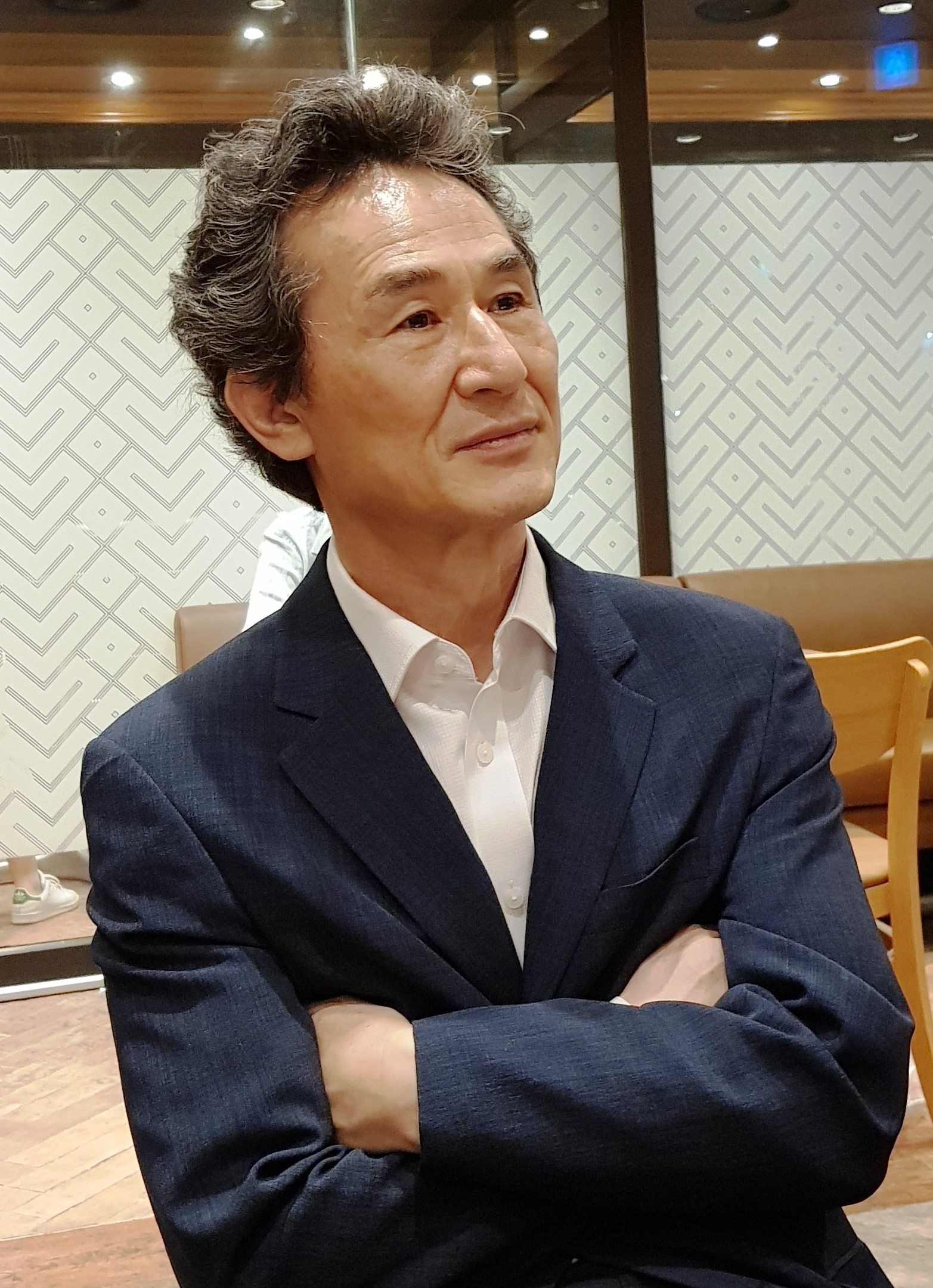
윤철호 박사, 서울 방배동

## 신학방법
- 개혁교 전통의 유산을 소중히 여기되 다른 전통들과의 열린 대화를 통해 교파적 당파성을 극복하고 협의회적 일치로 나아가는 에큐메니칼 영성을 지향한다.
- 해석학적, 변증적 신학방법을 사용한다. 그는 『예루살렘과 아테네: 신학방법론』라는 저서에서 자신의 신학방법을 다음과 같이 진술한다.

```
오늘날 한국교회가 위기에 처하게 된 원인은 여러 가지가 있겠지만 그 가운데 하나는 한국교회 특히 개신교가 세상과 소통할 줄 모르는 독선적이고 배타적인 종교집단으로 인식되고 있기 때문이다. 오늘날 기독교 신학은 옛날처럼 단지 철학뿐만 아니라 다양한 인문·사회·자연과학 분야들과 대화하지 않을 수 없다. 특히 오늘의 과학시대에 여러 자연과학 분야들과의 대화는 필수적인 신학적 과제이다. 이 책에서 필자는 신앙과 이성, 신학과 과학, 은혜와 자연, 구속신학과 자연신학 사이의 잘못된 이분법을 극복하는 통전적인 신학 방법론의 길을 모색하고자 한다. 다시 말하면, 이 책에서 필자는 예루살렘에서 출발하되 아테네와 열린 마음으로 대화함으로써 기독교가 자신의 정체성을 잃지 않으면서 자신의 진리를 가능한 한 이해 가능한 방식으로 변증하기 위한 신학 방법론의 전망을 제시하고자 한다. 여기서 아테네는 단지 고대 그리스의 도시가 아니라 오늘날의 모든 인간의 삶의 자리가 될 수 있고 또한 단지 인간의 거주지가 아닌 자연이 될 수도 있다.
[
9
]
```

## 평가
- 역사신학자 이형기 박사는 그는 항상 전통적 신학에 만족하지 않고 시대의 사상을 신학에 접목하는 성향을 보여주었고 한다. 그는 새로운 시대사상과 발맞추어 가는 학자라고 한다. 철학과 신학을 연관시키는 분야에 전문적이며, 특별히 여성신학도 제일 먼저 개척했다고 한다. 설교를 중시하는 케리그마적 신학과 일반 철학 사상을 관련맺는 `변증적 신학'을 하는 학자라고 한다.[10]

## 미래신학연구소
그가 창립한 미래신학연구소는 21세기 신학이 나아가야 할 미래의 방향과 길을 연구하고 제시함으로써 한국 기독교 신학을 선도하기 위해 설립된 연구소이다. 기독교의 복음을 세상에 효과적으로 증언하고 변증하기 위해 가능한 한 이해 가능한 방식으로 세상과 소통하며 세상의 모든 영역에서 하나님 나라의 통치가 실현되도록 하는데 기여하는 것을 목표로 한다.

### 미래신학연구소의 신학 이념과 목적지향
1. 성서의 하나님 나라 복음의 구현을 지향하는 하나님 나라 신학
2. 세상과 소통을 위한 학제간 연구를 지향하는 융복합적 신학
3. 교회의 일치와 화해를 지향하는 에큐메니칼 신학
4. 동서 교류를 통한 세계 신학의 발전을 지향하는 글로벌 신학

### 조직
- 연구책임자: 윤철호 박사
- 공동연구원: 최유진 박사, 박성규 박사, 안윤기 박사, 이관표 박사, 이상은 박사,
- 박형국 박사, 백충현 박사, 이용주 박사, 우종학 박사, 정대경 박사, 김정형 박사

## 학력
- 장로회신학대학교 신학과
- 장로회신학대학교 신학대학원
- 프린스턴 신학교 (Princeton Theological Seminary, Th. M)
- 노스웨스턴 대학교 (Northwestern University, Ph. D)

## 경력
- 낙원벧엘교회 담임목사
- 온누리교회 석좌교수
- 한국조직신학회 회장
- 세계교회협의회(WCC) 신앙과 직제 위원회 상임위원
- 사단법인 동서신학포럼 운영이사 및 운영위원장
- 기독교통합신학회 회장
- 신망애 선교회 회장(현)
- 온 신학회 회장(현)
- 미래신학연구소 대표(현)
- 장로회신학대학교 명예교수(현)

## 수상
- 『세상과 관계성 안에 계신 하나님』. 한국기독교출판협회 제23회 한국기독교출판문화상 신학부문 최우수상 (2006)
- 『신뢰와 의혹』. 문화체육관광부 우수 학술도서 (2008)
- 『설교의 영광, 설교의 부끄러움: 설교비평의 이론과 실제』. 제8회 소망학술상 (2013)
- 『너희는 나를 누구라 하느냐: 통전적 예수 그리스도론』. 제30회 한국기독교출판문화상 신학부문 최우수상 (2013)
- 『너희는 나를 누구라 하느냐: 통전적 예수 그리스도론』. 대한민국학술원 우수학술도서 (2014)
- 『설교의 영광, 설교의 부끄러움: 설교비평의 이론과 실제』. 제31회 한국기독교출판문화상 신학부문 최우수상 (2014)
- 근정포장. 대한민국 행정안전부 (2020. 8. 31)

## 저서
- 『성서·신학·설교: 설교형식으로 풀어쓴 조직신학 강의』. 장로회신학대학교 출판부, 2000.
- 『현대신학과 현대개혁신학』. 서울: 장로회신학대학교, 2003.
- 『통전적 신학』.(공저) 서울: 장로회신학대학교, 2004.
- 『세계와의 관계성 안에 계신 하나님』. 서울: 한국장로교출판사, 2006.
- 『신뢰와 의혹: 통전적인 탈근대적 기독교 해석학』. 서울: 대한기독교서회, 2007.
- 『신학과 말씀』. 서울: 장로회신학대학교, 2008.
- 『삼위일체 하나님과 세계』. 서울: 장로회신학대학교, 2011.
- 『너희는 나를 누구라 하느냐: 통전적 예수 그리스도론』. 서울: 대한기독교서회, 2013.
- 『설교의 영광 설교의 부끄러움: 설교비평의 이론과 실제』. 서울: 장로회신학대학교, 2013.
- 『기독교 신학개론』. 서울: 대한기독교서회, 2015.
- 『인간: 인간의 본성과 운명에 관한 학제간 대화』. 서울: 새물결플러스, 2017.
- 『한국교회와 하나님 나라를 위한 공적 신학』. 서울: 새물결플러스, 2019.
- 『복음의 발견』. 서울: 두란노서원, 2020.
- 『예루살렘과 아테네』. 서울: 장로회신학대학교 출판부, 2020.
- 『신뢰와 의혹: 통전적인 탈근대적 기독교 해석학』 개정판. 서울: 대한기독교서회, 2020.

## 역서
- Peter C. Hodgson, Robert H. King 편. 『현대기독교조직신학』. 서울: 한국장로교출판사, 1999.
- Ted Peters 편. 『과학과 종교: 새로운 공명』. 김흡영, 배국원, 윤원철, 윤철호, 신재식, 김윤성 옮김. 서울: 동연, 2002.
- 세계교회협의회 엮음. 『질그릇 안에 담긴 보배: 해석학에 관한 에큐메니칼적성찰을 위한 도구』. 서울: 한국장로교출판사, 2002.
- Paul Ricoeur. 『해석학과 인문사회과학』. 존 B. 톰슨 편집, 영역. 서울: 서광사, 2003.
- Alister E. McGrath. 『천국의 소망』. 윤철호, 김정형 옮김. 서울: 크리스천헤럴드, 2005.
- David Tracy. 『다원성과 모호성』. 윤철호, 박충일 옮김. 서울: 크리스천 헤럴드, 2007.
- 윤철호 편역. 『현대신학자들의 설교』. 서울: 한들출판사, 2011.

## 논문

### 박사논문
- God's Relation to the World and Human Existence in the Theologies of Paul Tillich      and John B. Cobb, Jr. Ph. D. dissertation. Evanston: Northwestern University,1990.

### 논문들
“역사적 예수의 신학적 의미.” 「교회와 신학」 제23집. 서울: 장로회신학대학교 출판부,            1991. pp. 462-489.
“하나님의 고통, 하나님의 능력.” 「장신논단」 제7집. 서울: 장로회신학대학교 출판부,             1991. pp. 179-205.
“교회교의학에 나타난 칼 바르트의 그리스도 중심적 신학과 기독론.” 「장신논단」 제8집.          서울: 장로회신학대학교 출판부, 1992. pp. 180-211.
“전기에서 후기에로의 칼 바르트 신학사상의 변천.” 「교회와 신학」 제25집. 서울: 장로회신         학대학교 출판부, 1993. pp. 347-372.
“철학적 신학에의 조망.” 「장신논단」 제9집. 서울: 장로회신학대학교 출판부, 1993. pp.          369-394.
“미래지향적이고 개혁적인 복음주의신학에의 조망.” 󰡔21세기 한국신학의 과제󰡕, 신학논총         11. 한국기독교학회 엮음. 서울: 대한기독교서회, 1994. pp. 181-202.
“간문화적 세계관을 향한 조망.” 「기독교 언어 문화논집」 제1집. 서울: 국제기독교언어문         화연구원, 1997. pp. 306-325.
“폴 리꾀르의 성서해석학.” 「장신논단」 제14집. 서울: 장로회신학대학교 출판부, 1998,           12. pp. 192-226.
“한국 토착화신학에 대한 해석학적 고찰.” 󰡔조직신학논총󰡕 제4집. 한국조직신학회, 1999,         6. pp. 154-192.
“그리스도 형태론적 삼위일체론으로서의 변증법적 만유재신론.” 「장신논단」 제16집. 서울:         장로회신학대학교 출판부, 2000.
“화이트헤드의 신관.” 「장신논단」 제17집. 서울: 장로회신학대학교 출판부, 2001.
“트레이시의 신학 방법론과 해석학적 대화로서의 기독교 신학.” 「장신논단」 제18집. 서          울: 장로회신학대학교 출판부, 2002.
“리쾨르 이후의 탈근대적 성서해석학에 대한 통전적 접근.” 「장신논단」 제21집. 서울: 장         로회신학대학교 출판부, 2004. pp. 185-212.
“여성신학의 의의에 대한 평가와 전망.” 「교회와 신학」 제26집. 서울: 장로회신학대학교         출판부, 1994. pp. 320-347.
“통전적인 종말론적 하나님 나라와 현실 변혁적 교회.” 「한국기독교신학논총」 제44집. 한        국기독교학회, 서울: 대한기독교서회, 2006. pp. 87-110.
“시간과 영원의 관점에서의 기독론과 기독교적 희망에 대한 해석학적 이해: 리쾨르와 반         후저를 중심으로.” 「장신논단」 제25집. 서울: 장로회신학대학교 출판부, 2006. pp.           97-125.
“포스트토대주의 신학에서의 합리성: 호이스틴과 슐츠를 중심으로.” 「한국조직신학논총」         제16집. 한국조직신학회 편. 서울: 한들출판사, 2006. pp. 101-129.
“A Systematic Vision of an Ecological Christian Anthropology.” Korea Journal of         Theology, Vol. 1. Seoul: Korea Association of Accredited Theological                Schools, 1995. pp. 190-201.
“이야기 해석학과 기독론: 역사적 예수와 신앙의 그리스도를 중심으로.” 「장신논단」 제26         집. 서울: 장로회신학대학교 출판부, 2006, 8, 30. pp. 199-228.
“변증법적 만유재신론.” 「장신논단」 제28집. 장로회신학대학교 출판부, 2007, 5, 30. pp.         65-94.
“성서해석과 설교.” 「장신논단」 제34집. 서울: 장로회신학대학교 출판부. 2009. pp.             157-185.
“고전적 유신론과 만유재신론.” 「한국조직신학논총」 제25집. 한국조직신학회 편. 서울: 한         들출판사, 2009, 12. pp. 101-132.
“동방정교회의 삼위일체론: 블라디미르 로스끼를 중심으로.” 「장신논단」 제37집. 서울: 장         로회신학대학교 출판부. 2010, 4, 30. pp. 51-84.
“관계론적 세계관과 여성의 발달경험: 마조리 수하키와 케더린 켈러를 중심으로.”               「화이트헤드연구」 제20집. 한국화이트헤드학회. 서울: 동과서, 2010. pp. 105-143.
“악의 기원과 극복에 대한 신학적 고찰.” 「한국조직신학논총」 제30집. 한국조직신학회           편. 서울: 한들출판사, 2011, 9. pp. 279-304.
“구속교리에 대한 해석학적 고찰: ‘승리자 그리스도’ 모델을 중심으로.” 「장신논단」 Vol.         44, No. 1. 서울: 장로회신학대학교 출판부. 2012, 4, 30. pp. 131-162.
“통전적 구속교리: 형벌 대속이론을 중심으로.” 「한국조직신학논총」 제32집. 한국조직신학         회 편. 서울: 한들출판사, 2012, 6, 30. pp. 7-40.
“정신분석 이론과 종교이해에 대한 신학적 고찰.” 「한국조직신학논총」 제35집. 한국조직         신학회 편. 서울: 한들출판사, 2013, 6, 30. pp. 223-260.
“창발론적 인간 이해: 필립 클레이턴을 중심으로.” 「장신논단」 Vol. 46, No. 1. 서울: 장         로회신학대학교 출판부. 2014, 3, 30. pp. 91-120.
“비환원론적 물리주의 인간 이해: 낸시 머피를 중심으로.” 「한국조직신학논총」 제38집.          한국조직신학회 편. 서울: 동연, 2014, 6, 30. pp. 37-78.
“온 신학 방법론 수립을 위한 화쟁사상의 의미: 원효의 십문화쟁론을 중심으로.” 「온신          학」 Vol. 1. 서울: 온신학회출판부, 2015, 10, 9. pp. 275-293.
“공적신학의 주요 초점과 과제.” 「한국조직신학논총」 제46집. 한국조직신학회 편. 서울:          동연, 2016, 12, 30. pp. 175-214.
“창조와 진화.” 「한국조직신학논총」 제51집. 한국조직신학회 편. 서울: 동연, 2018, 6.           30. pp. 7-44.
“빅 히스토리 시대의 기독교 자연신학.” 「온신학」 Vol. 5. 서울: 온신학회출판부, 2019,          10, 9. pp. 35-59.
“매쿼리의 자연신학과 변증법적 신론.” 「한국조직신학논총」 제58집. 한국조직신학회 편.         서울: 동연, 2020.

### 국제전문학술지
- “The Trinity in the East and the West, and an Integrative View from the Contemporary Perspective.” Trinity: Theological Perspective from the East           and the West. East-West Theological Forum. The 2nd Conference, Seoul, Ewha Womans University, 6-9 (April, 2011): 94-115.
- “Wolfhart Pannenberg’s Eschatological Theology: In Memoriam.” Neue Zeitschrift für Systematische Theologie und Religionsphilosophie (A&HCI), Vol 57, Issue  3 (Sep. 2015): 398-417.[11]
- “The Points and Tasks of Public Theology.” International Journal of Public Theology (SCOPUS) Vol. 11, Issue 1 (March, 2017): 64-87.
- “Theology of Reconciliation.” Japanese and Korean Theologians in Dialogue.  Edited by Brian Byrd and Mitsuharu Akudo. Saitama Japan: Seigakuin               University Press, 2017. 79-102.
- “Missio Dei Trinitatis and Missio Ecclesiae: A Public Theological Perspective.”International Review of Mission (Scopus), Vol 107, Issue 1 (July, 2018): 225-239.
- “A Methodological Investigation on Christian Natural Theology.” Neue Zeitschrift für Systematische Theologie und Religionsphilosophie (A&HCI), Vol 62, Issue 1 (Mar. 2020): 41-57.

## 같이 보기
- 미래신학연구소
- 한국의 신학자 목록
- 제임스 E. 윌
- 한국조직신학회
- 온누리교회

## 참고 문헌
- 최유진, “윤철호 교수의 생애와 사상, 윤철호 교수 정년 은퇴 기념 논문집, 『예루살렘과 아테네: 신학방법론』 (장로회신학대학교 출판부, 2020)